# マリサ・パヴァン
マリサ・パヴァン（Marisa Pavan、1932年6月19日 - 2023年12月6日）は、イタリアの女優。
女優のピア・アンジェリは、双子（二卵性）の姉にあたる 。

## 出演作品
- モン・パリ
- 大海戦史
- 復讐に賭ける男
- 灰色の服を着た男
- バラの刺青
- 太鼓の響き
- 栄光何するものぞ
- ソロモンとシバの女王

## 受賞
- 1955年 - 第13回ゴールデングローブ賞 助演女優賞